# Kriminalroman
En kriminalroman (eller krimi) er i bredeste forstand et skønlitterært værk om en forbrydelse og opklaringen af den. Kriminallitteratur kan i en mere snæver betydning defineres som romaner og noveller, hvor forbrydelsen er styrende for fortællingens plot og personkredsens handlinger. I de fleste tilfælde er de mistænktes motiver til forbrydelsen en vigtig del af plottet.

## Genren og dens skiftende temaer
Dostojevskijs Forbrydelse og straf fra 1866 falder inden for den brede definition af en kriminalroman, lige som Edgar Allan Poe og Charles Dickens' romaner (og noveller) om forbrydelser og opklaring af dem.

### Storbritannien
Det er først med Arthur Conan Doyle, at biografierne taler om krimier som genre i den snævre betydning af begrebet. Auguste Dupin i Poes novelle Mordene i Rue Morgue (1841), der opklarer sagen, regnes som den første detektiv i kriminallitteraturens historie. De første virkelige detektiver i den engelsktalende verden blev ansat af London Metropolitan Police det følgende år. Korpset bestod af otte mænd, og den ene, Jonathan Whicher fra Scotland Yard, blev sat til at opklare drabet på en treårig dreng, kendt som the Road Hill House murder. Det uhyggelige mord 30. juni 1860 i landlige omgivelser 8 km fra Trowbridge - drengen fik struben skåret over, og blev smidt i et lokum - optog hele den engelske befolkning. Hundredvis af mennesker skrev til aviserne, til indenrigsministeren og Scotland Yard med forslag til løsninger. Sagen var med til at forme 1860'ernes engelske litteratur, mest åbenbart med Wilkie Collins' The Moonstone (1868), som T.S. Eliot kaldte "den første og bedste af alle engelske detektivromaner". Whicher var inspiration for beretningens gådefulde overkonstabel Cuff. Elementer fra sagen genkendes i Dickens' ufuldendte roman The Mystery of Edwin Drood. Og selv om Henry James' The Turn of the Screw er baseret på en anekdote, James havde hørt ærkebiskoppen af Canterbury fortælle, vrimler den af elementer fra Trowbridge-sagen: En guvernante i en tvetydig rolle, de uudgrundelige børn i hendes varetægt, et herskabshus gennemsyret af hemmeligheder.

### Danmark
Den første danske kriminalhistorie er Lauritz Kruses Morderen med koldt Overlæg og dog en Mand, der fortjener Agtelse, et psykologisk Forsøg (udgivet i samlingen Æsthetiske Forsøg I-II fra 1801, mens den første selvstændige krimiudgivelse var Kruses Fortællinger, tildeels efter Criminal-Acter I-II (1822-23). Mest kendt af de tidlige eksempler er nok Steen Steensen Blichers Præsten i Vejlbye fra 1829, der er også er filmatiseret flere gange.
I løbet af 1800-tallet blev krimien en populær genre i Danmark, med produktive danske forfattere som Louis de Moulin (pseudonym for Ludvig Møller) og Louis Toucher (Kjøbenhavns Mysterier, 1853) der fortrinsvis udgav deres historier som avisføljetoner. Også Johannes V. Jensen skrev i 1890'erne en række kriminalføljetoner under pseudonymet "Ivar Lykke" i bladet Revuen.
Kriminalromanen med udenlandsk, fortrinsvis engelsk, forbillede slog først igennem i Danmark med Palle Rosenkrantz' romaner Mordet i Vestermarie og især Hvad Skovsøen gemte (1903), som gav inspiration til en ny bølge af dansk kriminallitteratur.

### Norge
I Norge skrev Maurits Hansen, en skolebestyrer fra Kongsberg, i 1825 "Criminalhistorien" Keadan, eller Klosterruinen, om en ulykke, der viser sig at være et drab. I 1836 udgav Hansen Jutulskoppen, "en Norsk Criminal-Fortælling". I 1839 blev Mordet på maskinbygger Roolfsen trykt som føljeton i månedsmagasinet Norske Læsefrugter; den udkom som bog året efter. Dermed bliver assessor Barth litteraturhistoriens første detektiv – to år før Poes Dupin. Angiveligt skrev Hansen historien om Roolfsen, fordi han selv var blevet forbigået, da han ansøgte om stillingen som lektor ved Det Kongelige Frederiks Universitet i Christiania i 1839, men blev forbigået af den langt yngre Johan Sebastian Welhaven, fordi denne blev støttet af den mægtige grev Wedel Jarlsberg. Et vigtigt element i romanen er netop kritikken af "Gunstsystemets Corridorer" som et netværk, hvor samfundets elite sørger for hinanden; kriminalromanen som samfundskritik.

### Østtyskland
Litteraturprofessor Willy Dahl  gennemgik med års mellemrum triviallitteraturen i DDR. Østtysk kriminallitteraturs temaer ændrede sig over tid:
- I 1968 var temaet CIA-agenter, der klatrede over Berlinmuren og tog kontakt med gamle nazister i DDR. De drak whisky sammen og smuglede gammel kunst til Vesten - inden de blev taget af Volkspolizei ("folkepolitiet", østtysk politi).
- I 1975 var forbrugsvarer som køleskabe kommet på markedet i DDR, selv om de stadig var meget dyre. Dermed var temaet for kriminalromaner blevet uærlige brugsforeningsbestyrere. De bedrog kunderne, der stod på venteliste, og stjal elektriske hvidevarer, som de med enorm fortjeneste udbød på sortbørsen - inden de blev taget af Volkspolizei.
- I 1984 dukkede et nyt tema op: Forsømte børn, der kom ud på skråplanet og omgikkes småkriminelle, fordi familien var splittet (fx en far, der var jetpilot ved Østersøen, mens mor var tekstilkunstner i Leipzig). Partisekretæren var på plads med sit forslag om ægteskabsterapi, men meget gik galt i mellemtiden.
- I 1990 var Berlinmuren faldet, men kriminallitteraturen holdt ikke rigtig trit. "Republikflugt" - flugt til Vesten - var i disse fortællinger stadig en alvorlig forbrydelse. Dertil havde politistyrken fået et privatliv, med samvittighedskvaler overfor sine forsømte familier. Man beskrev også moderne kriminalteknik, som danske politifolk vil nikke genkendende til. Forbrydelserne kunne være tyveri af gamle malerier eller af gebisguld fra krematorieovne, begge dele for udsmugling til Vesten og "republikflugt". En forbryder har som motiv, at han blev udvist fra sit studium i kunsthistorie, fordi han gentagne gange havde udtrykt "uvidenskabelige opfatninger i det samfundsvidenskabelige grundstudium", dvs. kritiseret marxisme-leninismen. Fortællerteknisk er bøgerne ikke dårlige, og de fortæller indirekte adskilligt om de sociale problemer, Honecker-regimet stod overfor. Skyldsspørgsmålet forblev uklart, for når man ikke måtte stille spørgsmål ved det østtyske samfund, der angiveligt var uden fejl, og alt heller ikke kunne forklares med påvirkning fra Vesten, blev kriminalitetens årsag ubegribelig - nærmest noget metafysisk.[9]

## Den klassiske krimi

### Guldalderen
Den klassiske kriminalromans guldalder faldt mellem 1900 og 1950 med de engelske "Whodunit" (who's done it?) og de amerikanske "Private Eye"-detektivromaner.
Fællestræk for de to grene:
- En forbrydelse begås (ofte efter en optakt med "ondskab" i luften.)
- En detektiv, ofte en begavet amatør, foretager en efterforskning. Hercule Poirot, Miss Marple og Peter Wimsey er af den type. (De amerikanske modstykker Philip Marlowe og Sam Spade er professionelle).
- I løbet af romanen skabes spænding gennem en række ægte og falske spor. (Især i den engelske roman får læseren muligheden for at gætte, hvem der er morderen, men også hos Dashiell Hammett er pusplespillet en vigtig del af handlingen.)
- Den overraskende løsning afsløres af detektiven, ofte efter, at de forskellige spor er fremlagt.
- Politiet er ude af stand til at opklare sagen. I en del tilfælde samarbejder detektiven med den "dumme" politibetjent, i andre tilfælde er politiet korrupt.

#### Den engelske guldalder
Fire fremtrædende forfatterinder kaldes Queens of Crime (= krimdronninger) - Agatha Christie, Dorothy L. Sayers, Margery Allingham og Ngaio Marsh (fra New Zealand). Af mandlige forfattere i guldalderen nævnes John Dickson Carr, som specialiserede sig i "det lukkede rum".
Et fællestræk hos dem er, at detektiverne er excentriske. Et andet er, at opklaringen koncentrerer sig om puslespillet med at finde den skyldige. Et tredje er, at der præsenteres både ægte og falske spor (red herrings) i løbet af plottet.

#### Den amerikanske guldalder
De amerikanske forfattere skabte spænding ved at udsætte deres detektiver for konstante farer. De var i højere grad end de engelske interesserede i at afdække organiseret kriminalitet. Detektiverne er ofte lurvede og alkoholiserede, med en svaghed for smukke kvinder. De førende inden for denne genre er Dashiell Hammett, hvis hovedværk Malteserfalken kan læses som en "Whodunit", og Raymond Chandler. Efterhånden nærmede nogle amerikanske forfattere sig den franske noir-stil, hvor alt går galt til sidst, som i Jim Thompsons The Getaway.

## Politiromanen
Politiromanen er en fællesbetegnelse for krimier, der beskriver politiarbejdet, som det foregår i virkeligheden. Den er mere realistisk end den klassiske krimi med indgående beskrivelser af de anvendte opklaringsmetoder. Politiromanen blev især populær efter 1950, og er blevet den toneangivende i krimigenren.
Ed McBain og belgieren Georges Simenon er nogle af de tidligste forfattere af politiromaner. Genren fik sit gennembrud i Skandinavien i 1970'erne; først og fremmest med Maj Sjöwall og Per Wahlöö, der vævede en spændende handling sammen med en stærk kritik af det svenske samfund. De er bl.a. fulgt op af svenskerne Arne Dahl og Henning Mankell, og det danske søskendepar Lotte Hammer og Søren Hammer.

## Femikrimien
Femikrimien er skrevet af kvinder - med undtagelse af Stieg Larsson, hvis heltinde, hackeren Lisbeth Salander, kan minde om en feminin udgave af James Bond; men i modsætning til Bond er Salander ekspert på data; har en adfærd tæt op til Aspergers syndrom; og tynges af en grufuld fortid med seksuelt misbrug og en brutal far, der forsøger at rydde sin datter af vejen. Hun har heller ingen efterretningstjeneste til at finansiere sine fremstød.
De første femier blev skrevet i USA i 1970’erne og har tre fællestræk:
- De tager kønspolitisk stilling til fordel for feminismen.
- De har en kvindelig hovedperson, som regel en journalist, en politibetjent eller en privatdetektiv.
- Hovedpersonens private forhold, følelser og personlige udvikling spiller den afgørende rolle i handlingen.[11]

Liza Marklund, Camilla Läckberg og Elsebeth Egholm har haft succes med romaner i genren i Skandinavien. Disse og en række efterfølgere har givet anledning til betegnelsen nordisk femi-krimi.

## Nuværende status
Krimien ligger næsten altid på toppen af salgslisterne. Ofte med variationer over kendte handlingsforløb, da det ikke er let at finde på nye plot. Et af de seneste eksempler på en fuldstændig overraskende pointe, er filmen Se7en. Gone girl af Gillian Flynn viser to versioner af det samme ægteskab, samt en forbrydelse, der ikke fandt sted. I Danmark har Erling Jepsen i Frygtelig lykkelig vist, at det stadig er muligt at skabe den spænding, som er krimiens mål.

## Krimiforfattere

### Danske krimiforfattere
- Jussi Adler-Olsen
- Michael Kretz Krefeld
- Daniel G. Hansen
- Anders Bodelsen
- Sara Blædel
- Christian Dorph
- Elsebeth Egholm
- Katrine Engberg
- Else Fischer
- David Garmark
- Stephan Garmark
- Lotte Hammer
- Søren Hammer
- Gretelise Holm
- Morten Leth Jacobsen
- Jens Henrik Jensen
- A.J. Kazinski
- Torben Nielsen
- Simon Pasternak
- Palle Rosenkrantz
- Thomas Rydahl
- Helle Stangerup
- Jesper Stein
- Dan Turèll
- Inger Wolf
- Poul Ørum

### Udenlandske krimiforfattere
- Simon Beckett
- Raymond Chandler
- Agatha Christie
- Colin Dexter
- Arthur Conan Doyle
- Kinky Friedman
- Elizabeth George
- Caroline Graham
- Dashiell Hammett
- John Hart
- Mary Higgins Clark
- P.D. James
- Camilla Läckberg
- Maria Lang
- Stieg Larsson
- Ross MacDonald
- Henning Mankell
- Liza Marklund
- Jo Nesbø
- Arturo Pérez-Reverte
- Edgar Allan Poe
- Ruth Rendell
- Dorothy L. Sayers
- Karin Slaughter
- Maj Sjöwall
- Per Wahlöö